# Dmitri Larionov
Pour les articles homonymes, voir Larionov.
Dmitri Olegovitch Larionov (en russe : Дмитрий Олегович Ларионов) est un céiste russe pratiquant le slalom né le 22 décembre 1985.